# Tadeusz Mikoś (geomechanik)
Tadeusz Mikoś (ur. 1944) – polski geomechanik, doktor habilitowany nauk technicznych w zakresie górnictwa i geologii inżynierskiej, profesor nadzwyczajny w Katedrze Geomechaniki, Budownictwa i Geotechniki Akademii Górniczo-Hutniczej.

## Życiorys
Jest absolwentem AGH, w 1972 na podstawie pracy "Dynamometria elastooptyczna w mechanice górotworu" uzyskał doktorat. W 2006 uzyskał stopień doktora habilitowanego na podstawie pracy pt. „Metodyka kompleksowej rewitalizacji, adaptacji i rewaloryzacji zabytkowych obiektów podziemnych z wykorzystaniem technik górniczych”. Prowadzi badania związane z geologią i budownictwem górniczym. Specjalizuje się w pracach nad konserwacją i renowacją historycznych budowli podziemnych oraz konstrukcji budowlanych, które są posadowione na nietypowym podłożu. Jest autorem pięciu książek i podręczników oraz ponad 130 publikacji naukowych i popularnonaukowych. Długoletni mieszkaniec Złotego Stoku. W 2009 kierował grupą prowadzącą badania dotyczące oceny stanu technicznego i metod konserwacji krzyża posadowionego na Giewoncie.
Jest członkiem Polskiego Towarzystwa Ochrony Zabytków Podziemnych "Hades-Polska", pełni tam funkcję skarbnika.

## Publikacje
- "110 lat krzyża na Giewoncie" (współautor Artur Blum);
- "Górnicze metody ratowania zabytkowych dzielnic staromiejskich" (współautorzy: Janusz Chmura, Antoni Tajduś);
- "Górnicze skarby przeszłości, od kruszcu do wyrobu i zabytkowej kopalni";
- "Metodyka kompleksowej rewitalizacji, adaptacji i rewaloryzacji zabytkowych obiektów podziemnych z wykorzystaniem technik górniczych";
- "Złoty Stok: najstarszy ośrodek górniczo-hutniczy w Polsce: od wydobycia i przerobu rud złota i arsenu do zabytkowej kopalni".

- Гайко Г., Білецький В., Мікось Т., Хмура Я. Гірництво й підземні споруди в Україні та Польщі (нариси з історії). — Донецьк: УКЦентр, Донецьке відділення НТШ, «Редакція гірничої енциклопедії», 2009. — 296 с.